# ヘッドマスター
ヘッドマスター（Headmaster）は、『トランスフォーマー』シリーズに登場する架空のキャラクター。

## 概要
トランスフォーマーの一種で、ビークルに搭乗するロボットが頭部に変形して合体するという、ギミックを有するキャラクターである。
頭部に変形するロボットをビークルから変形したロボットの体に合体させることにより合体（ヘッドオン）することで人型となって完成する。合体した際に胸のメーターがせり上がり、各キャラの能力が表示される。
日本版『ザ☆ヘッドマスターズ』では小型のロボットがマスター星での修行によりトランスフォーム能力を習得し、トランステクターに合体（ヘッドオン）する。アニメではクロスヘッドオンで頭部を入れ替えることにより状況により様々な能力を発揮していた。
海外版『ザ・リバース』では普通のトランスフォーマーがエクソスーツを着用したネビュロン人をオペレーターにすることにより、共に活動する。もとは乗り物などがロボットに変形するだけの一般的なトランスフォーマーだったが、「人間とトランスフォーマーがパートナーを組むと新しい力が生まれる」というアイディアのもとに、頭部を切り離し、その頭部パーツを人間用スーツに変形できるように改造して、誕生した。スーツを着たネビュロン人が頭部に変形して合体し、ロボットとなる。合体後は頭部の内部が操縦席のようになり、ネビュロン人はその中で操縦者のようにロボットに指示を与える。
海外漫画作品版においてはサイボーグ化したネビュロス人などが頭部に変形合体を行っている。
開発を担当した大野光仁によると、「鋼鉄ジーグをトランスフォーマーに取り入れたらどうなるだろうか?」というアイデアを思い付き、開発。ハスブロサイドの受けも非常に良く、フォートレスマキシマスに発展する。

## 一覧
クロームドーム（ヘッドマスター：スタイラー/クローム（日本名））/Chromedome
パワーカーに変形。
ハードヘッド（ヘッドマスター：デュロス/ロス（日本名））/Hardhead
高速戦車に変形。
ハイブロウ（ヘッドマスター：ゴート）/Highbrow
並列ローター式のヘリコプターに変形。
ブレインストーム（ヘッドマスター：アルカナ/カーナ）/Brainstorm
光速ジェット機に変形。
フォートレスマキシマス/Fortress Maximus
宇宙戦艦とサイバトロンシティに変形。
ウィアードウルフ（ヘッドマスター：モンゾ）/Weirdwolf
オオカミに変形。
スカルクランチャー/スカル（ヘッドマスター：グラックス）/Skullcruncher
ワニに変形。
マインドワイプ/ワイプ（ヘッドマスター：ボラス）/Mindwipe
コウモリに変形。
メガザラック（ヘッドマスター：スコルポノック）/Scorponok
サソリ型戦艦とデストロンシティに変形。

### ホラートロン
ロボット・ジェット機・動物メカの3つの形態を持つヘッドマスター。メインカラーはバイオレット。
エイプフェイス（ヘッドマスター：スパズマ）/Apeface
ゴリラとジェット機に変形。
スナップドラゴン（ヘッドマスター：クランク）/Snapdragon
ドラゴンとジェット機に変形。

### ヘッドマスターJr.
トランスフォーマー 超神マスターフォースに登場、マスターブレスを装着した地球人が頭部に変形して合体する。
ゴーシューター/Siren
トヨタ・スープラA70型のパトカーに変形。
キャブ/Hosehead
消防車に変形。
ミネルバ/Nightbeat
ポルシェ・959タイプの救急車に変形。
ワイルダー/Fangry
オオカミモンスターに変形。
ブルホーン/Horri-Bull
バッファローモンスターに変形。
キャンサー/Squeezeplay
カニモンスターに変形。

### プリテンダー/ヘッドマスター
トランスフォーマー 超神マスターフォースに登場
グランド（ヘッドマスター：グラン）／グランドマキシマス
戦艦に変形。

### ヘッドマスター/実写映画
コグマン / Cogman
実写映画「最後の騎士王」に登場したキャラクター。実写シリーズにおけるヘッドマスターはトランスフォーマーのなかでも珍しい種族とされている。
人間大の小柄な体格や、ヘッドマスターギミックを持つ玩具など、過去作品のヘッドマスターの特徴をいくつか持っているものの、『最後の騎士王』の作中ではコグマン自身がヘッドマスターとして変形するシーンはなかった。

## テーマソング
ザ・ヘッドマスターズ
作詞：山川啓介/作曲：根岸孝旨/編曲：石田勝範/歌：影山ヒロノブ
僕等のヘッドマスター
作詞：藤川桂介/作曲：根岸孝旨/編曲：石田勝範/歌：森の木児童合唱団、こおろぎ'73
立て！怒りのヘッドマスター
作詞：浦川しのぶ/作曲：根岸孝旨/編曲：石田勝範/歌：影山ヒロノブ
小さな勇士~ヘッドマスターJrのテーマ~
作詞：冬杜花代子/作曲：根岸孝旨/編曲：石田勝範/歌：山本百合子、冬馬由美、江森浩子